# Балихин, Виктор Степанович
Виктор Степанович Балихин (1893—1953) — советский архитектор, соучредитель и член АСНОВА. Участник Великой Отечественной войны.

## Биография
Родился в сентябре 1893 года в Москве. Учился в Московском училища живописи, ваяния и зодчества. Окончил ВХУТЕМАС в 1924 году. С момента образования Основного отделения ВХУТЕМАСа в 1923 году Балихин стал одним из преподавателей пропедевтической дисциплины «Пространство». В сотрудничестве с молодыми преподавателями дисциплины «Пространство» М. П. Коржевым и М. А. Туркусом Балихин в середине 1920-х годах разрабатывал рационалистическую теорию архитектурной композиции (классификация элементов архитектурной композиции; разработка заданий «на поверхность» — оставленных без внимания как не имеющие отношения к архитектуре как дисциплине, оперирующей с трёхмерным пространством — в том числе разработка теории метрических и ритмических рядов).
Балихин, в отличие от Ладовского тяготевший к формалистскому пониманию архитектуры рационализма, с первых лет существования АСНОВА выступил в качестве альтернативного лидера организации, пытаясь сформировать на Основном отделении альтернативное мастерской Ладовского ядро рационализма. В 1928 году, с формированием Ладовским Объединения архитекторов-урбанистов (АРУ) и его последующего выхода из АСНОВА, Балихин стал фактическим руководителем последней. В составе авторских бригад АСНОВА Балихиным были выполнены проекты памятника Ленину в Москве (совместно Г. Т. Крутиковым, В. А. Лавровым, В. Поповым, Н. Травиным, М. А. Туркусом; 1924); Всесоюзного Дворца искусств в Москве (совместно с Г. Борисовским, В. Ф. Кринским, В. А. Петровым, И. Н. Тихомировой; 1930); Дворца Советов (совместно с П. В. Будо, М. И. Прохоровой, М. А. Туркусом, Р. Р. Иодко, Ф. Т. Севортян; 1931).
В 1930-е годы Балихин работал во Всесоюзной академии архитектуры, где занимался проблемами ансамбля рабочих жилых комплексов и художественными проблемами композиции. Занимался праздничным оформлением улиц и площадей Москвы. В 1939 году вместе с В. Н. Симбирцевым построил павильон Белорусской ССР для Всесоюзной сельскохозяйственной выставки.
Преподавал во ВХУТЕМАСе и в Московском архитектурном институте.
В 1940-е годы, после отчисления из Академии архитектуры, Балихин продолжал теоретические разработки проблем гармонии, ритма и композиции в архитектуре.
Принимал участие в Великой Отечественной войне (военинженер 2 ранга). До войны жил в Москве по адресу: улица Кирова, дом 21, кв. 68. Умер 9 декабря 1953 года.

## Награды
- Орден Отечественной войны II степени[6]
- Медаль «За боевые заслуги»[6]
- Медаль «За оборону Кавказа»[6]